# Karoline Herfurth
Karoline Herfurth (Berlim, 22 de maio de 1984) é uma atriz alemã.
Ela é mais conhecido por ter protagonizado o filme indicado ao Oscar O Leitor, A voz alta e Perfume: The Story of a Murderer, o filme de 2006 baseado no romance Perfume de Patrick Süskind. No filme, dirigido por Tom Tykwer, Herfurth atuou uma mulher que vende nectarinas, a primeira vítima de Jean-Baptiste Grenouille, o assassino serial com uma forma de hyperosmia.
O recurso foi dirigido por Tom Tykwer; Herfurth jogou o "Plum Girl",  a primeira vítima de Jean-Baptiste Grenouille. Ela co-estrelou com Dustin Hoffman, Ben Whishaw, Alan Rickman, Rachel Hurd-Wood e Jessica Schwarz, outra atriz alemã. Foi a famosa foto de Herfurth com Whishaw no fundo que foi muito utilizada na promoção.
Antes de seu aparecimento, a nível internacional, Herfurth atuou em vários filmes alemães independentes, como Girls on Top e Big Girls Don't Cry.

## Biografia

### Infância
Karoline Herfurth nasceu em Berlim-Pankow. Seus pais se separaram quando ela tinha 2 anos e Karoline Herfurth cresceu como uma filha de uma família grande misturada em agregados de ambos os pais, em Berlim-Mitte e Berlim para Hohenschönhausen. Ela tem cinco irmãos. 
De 1990 a 1999 frequentou a Escola Waldorf center, a primeira escola livre de Berlim Oriental após a reunificação. Em 1999 mudou-se para a Escola Waldorf Dahlem, onde foi 2003, o Abitur. 
Karoline Herfurth tinha sete anos quandop foi para  a Escola de Música Livre de Berlim Hohenschönhausen (eV Musikhaus), que cria uma escola para jovens músicos e educadores musicais no outono, dançou no grupo de crianças e ficou um ano na  ZPE e foi membra do Circo da Criança CABUWAZI. 

### Carreira
Seu primeiro papel no cinema foi  com idade de 10 anos no feriado de TV além da lua (1995), uma tira de crianças roller-coaster série de filmes da ZDF. Os criadores do filme tinham procurado crianças em grupo de dança crianças e convidou-a para uma audição. Karoline Herfurth deve a sua descoberta real de um olheiro da agência Nessi Nesslauer , eles notaram uma de quinze anos no pátio da sua escola. Seu primeiro filme, Crazy, transformou-os em 2000. Maior consciência adquirida Herfurth Karoline um ano mais tarde com as meninas comédia, meninas. Continuação meninas, meninas 2 (2004)). Será que ela chora com filmes como bad girls don't (2002) e, especialmente, ao lado de Thierry van Werveke In Another League (2005) o alcance ea profundidade de seu jogo para provar que tinha sido com o filme Meu nome de Bach (é 2003) no papel de Anna Amalia superou os papéis adolescentes. 
Internacionalmente conhecida 2006, ela foi (para além do sucesso das versões dublada de meninas meninas especialmente na Europa Oriental)  pelo papel de Mirabelle em Perfume: The Story of a Murderer  de Tom tykwer- A História de um Assassino ", a dez minutos ..., a que lembrar a platéia de 147 minutos principais clientes preferem ser "(Mirror) . 2008 atuou ao lado de Veronica Ferres, Heino Ferch, dirigido por Roland Suso Richter, o papel feminino principal da Anya na premiada série de televisão The Miracle of Berlin.
Naquele mesmo ano, ela foi vista ao lado de Kate Winslet e Ralph Fiennes na literatura do best-seller internacional. O Leitor de Bernhard Schlink, dirigido por Stephen Daldry com. Por seu papel foi premiada no filme No inverno um ano, dirigido por Caroline Link, Karoline Herfurth recebeu em janeiro de 2009, o jovem ator da Bavarian Film Prize. Herfurth impressionar não só em suas cenas de dança, mas, principalmente, "pela sua escala poderoso e matizada do jogo", disse ao júri que concede o prêmio. O final de 2009, virou filme, "We are the Night" (dirigido por Dennis Gansel), um filme alemão vampiresco com Karoline Herfurth no papell principal, é chegar em outubro de 2010 Comunicado . 
2008 Karoline Herfurth graduado no Ernst-Busch-escola de teatro e depois se formou em ciências sociais. Ela vive em Berlim.

## Filmografia
- As Donas da Noite - Lena (2010)
- Berlin 36 - Gretel Bergmann (2009)
- The Reader - Marthe (2008)
- Das Wunder von Berlin - Anja Ahrendt (2008)
- Im Winter ein Jahr - Lilli Richter (2008)
- Pornorama - Luzi (2007)
- Peer Gynt (TV) - Solvejg (2007)
- Perfume: The Story of a Murderer - The Plum Girl (2006)
- Eine Andere Liga (Offside) - Hayat (2005)
- Mädchen, Mädchen 2 - Loft oder Liebe (Girls on Top 2) USA - Lena (2004)
- Anemonenherz (short) - Actress (2004)
- Mein Name ist Bach - Prinzessin Amalie
- (2003) Big Girls Don't Cry - Steffi (2002)
- Mädchen, Mädchen (Girls on Top) USA - Lena (2001)
- Crazy - Anna (2000)

## Teatros
- 2007: Sauerstoff (Iwan Wyrypajew) (Maxim-Gorki-Theater Berlin), Koproduktion mit der Hochschule für Schauspielkunst „Ernst Busch“
- 2008: Liliom (Deutsches Nationaltheater Weimar)

## Prêmios
- 2006: "Movie Star" pela filme de TV - Atriz revelação
- 2007: Undine Award  de Melhor Atriz em um filme juvenil (Das Parfum)
- 2007: Diva Award  de Novos Talentos do Ano (Das Parfum)
- 2009: Bayerischer Filmpreis 2008 como melhor atriz jovem (Im ein Winter Jahr)
- 2009: Preis der deutschen Filmkritik (Prémio da crítica) como melhor filme alemão (Im Atriz ein Winter Jahr)
- 2009: Berliner Bär (BZ-Cultura)